# Norðragøta
Norðragøta [ˈnoːɹaˌgøːta] o Gøta, és una localitat situada a la costa est de l'illa d'Eysturoy, a les illes Fèroe. És la capital del municipi d'Eystur. El 2021 tenia 655 habitants.

## Història
Gøta és un lloc rellevant en la història de les Illes Fèroe. Tróndur Gøtuskegg, un dels protagonistes de la Saga dels feroesos, va viure aquí. Tróndur va ser un cap viking pagà que va governar les illes durant un període de la seva vida. La saga es mostra contrària a Tróndur en favor de Sigmundur Brestisson, la persona que va cristianitzar les Illes Fèroe en nom del rei de Noruega.
Norðragøta va formar un municipi independent del 1912 fins a l'1 de gener de 2009. Aquest municipi incloïa els pobles de Gøtueiði, Gøtugjógv i Syðrugøta. El 2009 Norðragøta es va fusionar amb Leirvík i van formar el municipi d'Eystur.
L'església de fusta al centre del poble és del 1833.

## Població
El municipi d'Eystur és dels més poblats de les Illes Fèroe. Dins del terme municipal hi ha 5 localitats diferents. A continuació hi ha les seves dades de població actualitzades l'1 de gener de 2021.
| Localitat      | Habitants |
| -------------- | --------- |
| Undir Gøtueiði | 31        |
| Gøtugjógv      | 44        |
| Leirvík        | 1.004     |
| Norðragøta     | 655       |
| Syðrugøta      | 479       |
| TOTAL          | 2.213     |

## Esports
Norðragøta compta amb un equip de futbol que juga a la primera divisió de la lliga feroesa: el Víkingur Gøta. Aquest club es va crear com a resultat de la fusió dels antics Gøtu Ítróttarfelag i Leirvíkar Ítróttarfelag el 2008. Juguen els seus partits a casa al Serpugerði Stadium.